# Vastagcsőrű kakukk
A vastagcsőrű kakukk (Pachycoccyx audeberti) a madarak osztályának kakukkalakúak (Cuculiformes) rendjébe, ezen belül a kakukkfélék (Cuculidae) családjába tartozó Pachycoccyx nem egyetlen faja.

## Előfordulása
Angola, Benin, a Dél-afrikai Köztársaság,  Gabon, Elefántcsontpart, Guinea, Kenya, a Közép-afrikai Köztársaság, a Kongói Köztársaság, Libéria, Madagaszkár, Malawi, Mozambik, Nigéria, Ruanda, Szváziföld, Tanzánia, Uganda, Zambia és Zimbabwe területén honos. Kóborlásai során eljut Botswanába, Burkina Fasóba, Kamerunba, Ghánába és Szudánba is.

## Alfajai
- Pachycoccyx audeberti brazzae
- Pachycoccyx audeberti validus
- Pachycoccyx audeberti audeberti

## Külső hivatkozások
- A faj rajza